# Lipopolisaharid 3-a-galaktoziltransferaza
Lipopolisaharid 3-a-galaktoziltransferaza (EC 2.4.1.44, UDP-galaktoza:lipopolisaharid alfa,3-galaktoziltransferaza, UDP-galaktoza:polisaharid galaktoziltransferaza, uridin difosfat galaktoza:lipopolisaharid alfa-3-galaktoziltransferaza, uridin difosfogalaktoza-lipopolisaharid alfa,3-galaktoziltransferaza, UDP-galaktoza:lipopolisaharid 3-alfa-D-galaktoziltransferaza) je enzim sa sistematskim imenom UDP-alfa--galaktoza:lipopolisaharid 3-alfa--galaktoziltransferaza. Ovaj enzim katalizuje sledeću hemijsku reakciju
UDP-alfa--galaktoza + lipopolisaharid {\displaystyle \rightleftharpoons } UDP + 3-alfa--galaktozil-[lipopolisaharid glukoza]
Ovaj enzim prenosi alfa-D-galaktozil ostatake na D-glukozu u parcijalno završenoj srži lipopolisaharida [cf. EC 2.4.1.56 (lipopolisaharid N-acetilglukozaminultransferaza), EC 2.4.1.58 (lipopolisaharid glukoziltransferaza I) i EC 2.4.1.73 (lipopolisaharid glukoziltransferaza II)].

## Literatura
- Nicholas C. Price; Lewis Stevens (1999). Fundamentals of Enzymology: The Cell and Molecular Biology of Catalytic Proteins (Third изд.). USA: Oxford University Press. ISBN 019850229X.
- Eric J. Toone (2006). Advances in Enzymology and Related Areas of Molecular Biology, Protein Evolution (Volume 75 изд.). Wiley-Interscience. ISBN 0471205036.
- Branden C; Tooze J. Introduction to Protein Structure. New York, NY: Garland Publishing. ISBN 0-8153-2305-0.
- Irwin H. Segel. Enzyme Kinetics: Behavior and Analysis of Rapid Equilibrium and Steady-State Enzyme Systems (Book 44 изд.). Wiley Classics Library. ISBN 0471303097.
- William P. Jencks (1987). Catalysis in Chemistry and Enzymology. Dover Publications. ISBN 0486654605.

## Spoljašnje veze
- Lipopolysaccharide+3-alpha-galactosyltransferase на 